# Cali
Santiago de Cali, ali Cali, je glavno mesto departmaja Valle del Cauca in najbolj naseljeno mesto na jugozahodu Kolumbije. Metropolitansko območje meri 560,3 km2, mesto samo pa 120,9 km2, zaradi česar je Cali drugo največje mesto v državi po površini in tretje naseljeno mesto. Kot edino glavno kolumbijsko mesto z dostopom do pacifiške obale je Cali glavno mestno in gospodarsko središče na jugu države in ima eno najhitreje rastočih gospodarstev Kolumbija. Mesto je 25. julija 1536 ustanovil španski raziskovalec Sebastián de Belalcázar.